# Payne & Pleasure
Payne & Pleasure es el quinto álbum de estudio de la cantante estadounidense Freda Payne. Fue publicado en junio de 1974 por el sello ABC/Dunhill Records.

## Recepción de la crítica
Un escritor no especificado de la revista Cash Box declaró: “Su último trabajo, una espectacular colección de canciones que muestran su distintiva voz, tiene todos los ingredientes para convertirlo en un gran vendedor”. Un escritor no especificado de Record World escribió: “El enfoque sensual, adoptado a nivel artístico en la portada, se extiende hacia el interior a medida que la sensual voz de la Sra. Payne enriquece el material comercial”.

## Lista de canciones
| Lado uno |                           |                                  |          |  |
| N.º      | Título                    | Escritor(es)                     | Duración |  |
| 1.       | «It's Yours to Have»      | Reginald Dozier McKinley Jackson | 3:50     |  |
| 2.       | «Didn't I Tell You»       | Dozier Althea King               | 3:15     |  |
| 3.       | «I Get Carried Away»      | Dozier King                      | 4:19     |  |
| 4.       | «Run for Your Life»       | Jackson Barney Perkins           | 3:32     |  |
| 5.       | «Don't Wanna Be Left Out» | Dozier Jackson                   | 5:40     |  |

| Lado dos |                       |                                              |          |  |
| N.º      | Título                | Escritor(es)                                 | Duración |  |
| 1.       | «Shadows on the Wall» | Jackson Perkins                              | 5:09     |  |
| 2.       | «I Won't Last a Day»  | Paul Williams Roger Nichols                  | 4:27     |  |
| 3.       | «The Way We Were»     | Marvin Hamlisch Alan Bergman Marilyn Bergman | 3:52     |  |
| 4.       | «A Song for You»      | Leon Russell                                 | 5:40     |  |

## Créditos y personal
Créditos adaptados desde las notas de álbum de Payne & Pleasure.
| Lado uno 1. «It's Yours to Have» - Ray Parker, Jr. – guitarra - Dennis Budimir – guitarra - Scott Edwards – bajo eléctrico - Joe Sample – piano de cola - Emil Richards – vibráfono - Huby Heard – órgano - Melvin “Wah-Wah” Ragin – WHP Wahguitar - Kenny “Spike” Rice – batería 2. «Didn't I Tell You» - Ray Parker, Jr. – guitarra - Dennis Budimir – guitarra - Scott Edwards – bajo eléctrico - Joe Sample – piano de cola - Emil Richards – vibráfono - Huby Heard – órgano - Melvin “Wah-Wah” Ragin – WHP Wahguitar - Kenny “Spike” Rice – batería 3. «I Get Carried Away» - Scott Edwards – bajo eléctrico - Ed Greene – batería - Joe Sample – piano eléctrico, piano de cola - Gene Page – clavecín - Emil Richards – vibráfono - Melvin “Wah-Wah” Ragin – guitarra - Ray Parker, Jr. – guitarra - Don Peake – guitarra - Huby Heard – órgano 4. «Run for Your Life» - Ray Parker, Jr. – guitarra - Dennis Budimir – guitarra - Scott Edwards – bajo eléctrico - Joe Sample – piano de cola - Emil Richards – vibráfono - Huby Heard – órgano - Melvin “Wah-Wah” Ragin – WHP Wahguitar - Kenny “Spike” Rice – batería 5. «Don't Wanna Be Left Out» - Scott Edwards – bajo eléctrico - Ed Greene – batería - Joe Sample – piano eléctrico, piano de cola - Gene Page – clavecín - Emil Richards – vibráfono - Melvin “Wah-Wah” Ragin – guitarra - Ray Parker, Jr. – guitarra - Don Peake – guitarra - Huby Heard – órgano | Lado dos 1. «Shadows on the Wall» - Joe Sample – piano de cola - Scott Edwards – bajo eléctrico - Dennis Budimir – guitarra - Ray Parker, Jr. – guitarra - Ed Greene – batería - Emil Richards – vibráfono - Leslie Bass – conga 2. «I Won't Last a Day Without You» - Scott Edwards – bajo eléctrico - Ed Greene – batería - Joe Sample – piano eléctrico, piano de cola - Gene Page – clavecín - Emil Richards – vibráfono - Melvin “Wah-Wah” Ragin – guitarra - Ray Parker, Jr. – guitarra - Don Peake – guitarra - Huby Heard – órgano 3. «The Way We Were» - Scott Edwards – bajo eléctrico - Ed Greene – batería - Joe Sample – piano eléctrico, piano de cola - Gene Page – clavecín - Emil Richards – vibráfono - Melvin “Wah-Wah” Ragin – guitarra - Ray Parker, Jr. – guitarra - Don Peake – guitarra - Huby Heard – órgano 4. «A Song for You» - Joe Sample – piano de cola - Scott Edwards – bajo eléctrico - Dennis Budimir – guitarra - Ray Parker, Jr. – guitarra - Ed Greene – batería - Emil Richards – vibráfono - Leslie Bass – conga - Jesse Ehrlich – violonchelo - Ernest Watts – saxofón tenor, flauta |

Personal técnico
- Mckinley Jackson – productor
- Barney Perkins – ingeniero de audio
- Reginald Dozier – ingeniero de audio
- Barney Perkins – mezclas

## Posicionamiento
| Gráfica (1974)                      | Pico de posición |
| ----------------------------------- | ---------------- |
| Estados Unidos (Billboard Soul LPs) | 55               |